# Vấn đề môi trường ở Sri Lanka

Vị trí của Sri Lanka

Các vấn đề môi trường ở Sri Lanka bao gồm chặt phá rừng lượng lớn, suy thoái rừng ngập mặn, rạn san hô và đất. Ô nhiễm không khí và ô nhiễm nguồn nước là những thách thức đối với Sri Lanka do cả hai tác động xấu đến sức khoẻ. Quản lý chất thải kém, đặc biệt là ở nông thôn, dẫn đến ô nhiễm môi trường. Sri Lanka cũng dễ bị ảnh hưởng bởi các tác động của biến đổi khí hậu như các sự kiện thời tiết khắc nghiệt và mực nước biển dâng cao.
Công nghiệp hóa và tăng trưởng dân số là những yếu tố chủ yếu đưa đến những vấn đề môi trường này. Việc thiếu nhận thức của công chúng và các hướng dẫn của chính phủ làm các vấn đề trở nên trầm trọng.

## Bối cảnh
Những vấn đề môi trường đã xấu đi do sự tăng trưởng dân số cao và công nghiệp hóa ở Sri Lanka ngày càng tăng kể từ những năm 1980. Công nghiệp hóa đã dẫn tới sự gia tăng sử dụng ô tô và tiêu thụ năng lượng. Nhu cầu năng lượng hầu như được các nhà máy thủy điện cung cấp vào năm 1985 (90%). Nhu cầu ngày càng gia tăng dẫn đến việc xây dựng các nhà máy nhiệt điện chạy bằng dầu và than phát ra nhiều khí nhà kính hơn các công nghệ năng lượng tái tạo như các nhà máy thủy điện .
Do thiếu nhận thức và thiếu sự tham gia của công chúng vào các chính sách của chính phủ và các tiêu chuẩn môi trường làm gia tăng các vấn đề. Tuy nhiên, chính phủ Sri Lanka đã thực hiện một số nỗ lực để đối đầu với các vấn đề môi trường.

## Các vấn đề chính về môi trường

### Nạn phá rừng
Các khu vực trung tâm và miền nam của Sri Lanka là các khu rừng núi, rừng cận núi và rừng mưa vùng đất thấp. Ngược lại, rừng thưa thớt, rừng ngập mặn, rừng khô ven sông và rừng gió mùa nằm trong vùng khô cằn. Những khu rừng này ở Sri Lanka đã bị giảm đi rất nhiều do phá rừng hợp pháp cũng như bất hợp pháp.

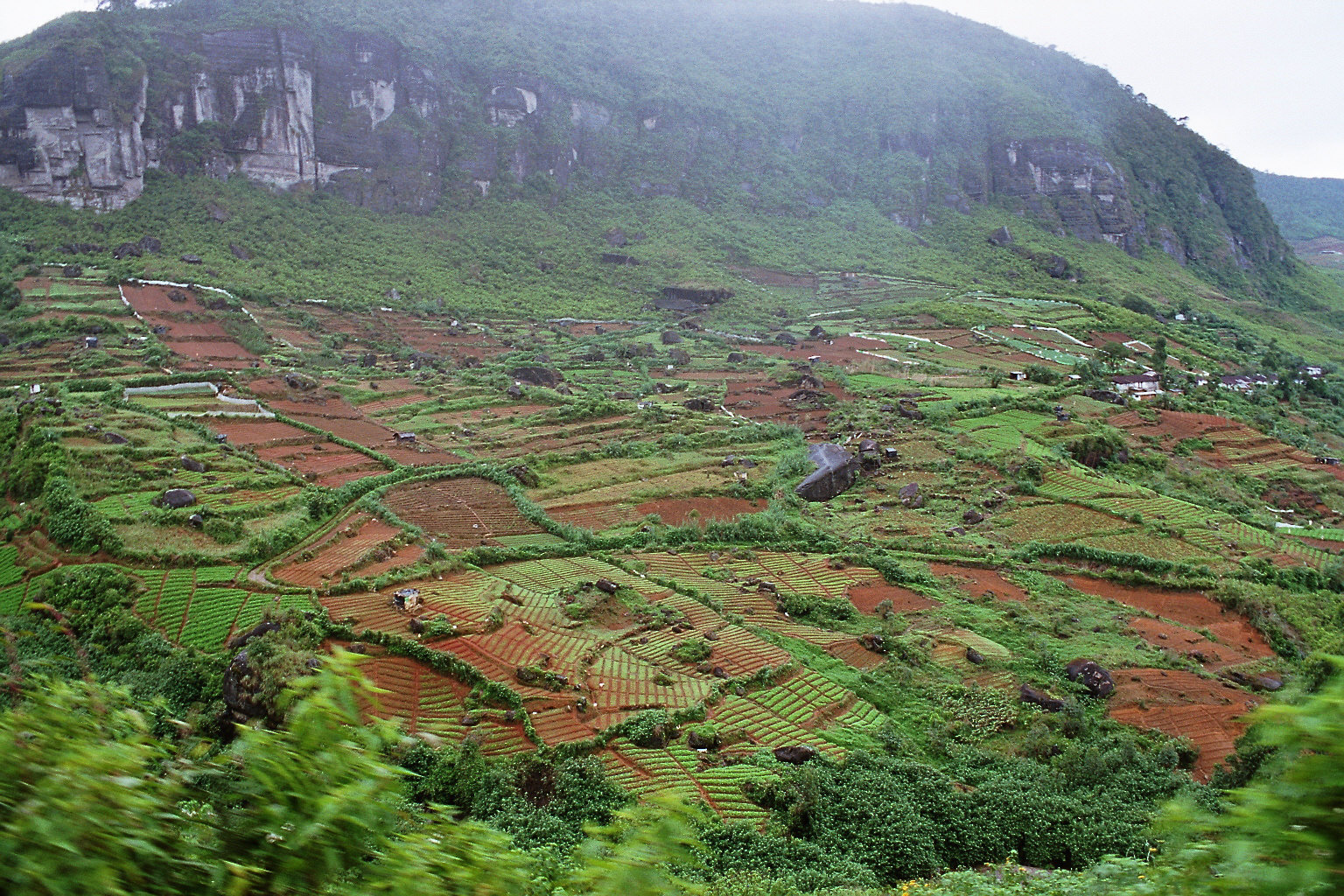
Phá rừng vì một đồn điền trà ở Sri Lanka

Do nạn phá rừng ở Sri Lanka nên tỷ lệ diện tích rừng tự nhiên giảm từ 80% năm 1820 xuống còn 43% vào năm 1948. Điều này một phần là do chủ nghĩa thực dân Anh từ năm 1801 đến năm 1848 tăng lượng đồn điền cà phê, cao su và trà. Rừng tự nhiên tiếp tục giảm tới 23% vào năm 2000. Năm 2010, 29% diện tích của Sri Lanka được bao phủ bởi các khu rừng (số này bao gồm rừng trồng). Các yếu tố đưa đến sự suy thoái rừng gần đây là sự gia tăng dân số, xây dựng đường sá, sản xuất gỗ, phát triển nông nghiệp và làm sạch rừng bởi các doanh nghiệp tư nhân. Mặc dù có các khu bảo tồn, nhưng việc quản lý một phần là không đầy đủ. Việc phá rừng rộng lớn dẫn tới sự gia tăng nhiệt độ bề mặt trung bình. Nạn phá rừng cũng làm tăng phát thải khí nhà kính vì cây cối lấy CO2 ra khỏi không khí. Do nhiều khu vực không còn rừng nữa, CO2 ở lại trong không khí và do đó làm tăng nồng độ cácbon trong khí quyển.
Chính phủ Sri Lanka đã thông qua mục tiêu tăng diện tích rừng được che phủ lên tới 32% vào năm 2030. Để đạt được điều này, chính phủ có ý định trồng rừng tái sinh, tăng cây cối ở đô thị và cải thiện rừng trồng.

### Suy thoái rừng ngập mặn
Rừng ngập mặn của Sri Lanka, những cây nhỏ phát triển trong nước biển duyên hải đã giảm 70% kể từ năm 1915.. Quy mô hệ sinh thái rừng ngập mặn đang giảm do thực hiện các hệ thống nông nghiệp và nuôi trồng thủy sản. Các dự án nuôi tôm là một trong những mối đe dọa lớn nhất. Kinh doanh tôm đang phát triển rất nhanh vì nhu cầu cao và lợi nhuận cao. Một trong những tác động tiêu cực của các trang trại nuôi tôm là rừng ngập mặn bị phá hủy ở những nơi trang trại được xây dựng.
Tuy nhiên, rừng ngập mặn rất quan trọng đối với những người sống gần bờ biển. Lý do của việc này là rừng ngập mặn cung cấp các sản phẩm có thể dùng để nấu ăn, xây nhà và thức ăn gia súc, cũng như cá và các mặt hàng thực phẩm khác. Chúng cũng bảo vệ chống lại lũ lụt và các chất gây ô nhiễm. Hơn nữa, rừng ngập mặn rất quan trọng đối với các hệ sinh thái và nuôi động vật như cá, cua và tôm.
Năm 2015, chính phủ Sri Lanka đạt được thoả thuận với các công ty tư nhân, các tổ chức phi chính phủ, các nhà nghiên cứu và các thành viên của các cộng đồng bị ảnh hưởng. Hiệp định này bảo vệ tất cả rừng ngập mặn ở Sri Lanka theo luật pháp. Hơn nữa, họ đồng ý thực hiện các hoạt động tái trồng rừng ngập mặn và tạo ra các nguồn thu nhập thay thế cho người dân địa phương.

### Phá hủy rạn san hô
Rạn san hô đang bị đe dọa bởi các hoạt động của con người như các phương pháp đánh cá phá hoại, khai thác san hô, ô nhiễm và thực hành quản lý không bền vững. Nuôi trồng thủy sản mở rộng là mối đe dọa lớn nhất cho các rạn san hô. Các trang trại nuôi tôm đặc biệt phá hoại các rạn san hô.
Rạn san hô rất quan trọng đối với dân cư ven biển. Chúng cung cấp thực phẩm, bảo vệ bờ biển và là điểm đến phổ biến cho khách du lịch và do đó rất quan trọng đối với thu nhập của người dân. Hầu hết người Sri Lanka đều sống dọc theo bờ biển và dân số đang phát triển sẽ có những hậu quả tiêu cực lớn hơn cho các rạn san hô.

### Suy thoái đất
Các phần của vùng khô cũng như vùng ẩm ướt đã bị hư hỏng do sự xuống cấp của đất. Xói mòn đất ở Sri Lanka lớn hơn từ 14 đến 33 lần so với nếu không có ảnh hưởng của con người. Nó có những tác động tiêu cực đến nông nghiệp cũng như về sinh kế của người dân.
Sự xuống cấp của đất chủ yếu là do các hoạt động nông nghiệp không bền vững, lượng mưa lớn và gián tiếp gây ra bởi sự gia tăng dân số dẫn đến tiêu thụ gia tăng. Đồn điền cây như đồn điền chè và cao su gây ra tỷ lệ xói mòn đất thấp. Tỷ lệ xói mòn đất cao hơn do cây trồng được thu hoạch hàng năm như khoai tây, hầu hết các loại rau và thuốc lá. Suy thoái đất ở vùng khô hạn dẫn đến sa mạc hóa. Việc mất đất cũng là một vấn đề lớn gần các lưu vực sông vì nhiều nhà máy thủy điện được xây dựng trong những khu vực đầu nguồn.